# Estação Laumière
Laumière é uma estação da linha 5 do Metrô de Paris, localizada no quartier de la Villette do 19.º arrondissement de Paris.

## Localização
A estação está situada na avenue Jean-Jaurès, na esquina da avenue de Laumière.

## História
Ela abriu em 12 de outubro de 1942, durante a extensão da linha 5 de Gare du Nord a Église de Pantin.
Seu nome vem da avenue de Laumière, do nome de Xavier Jean Marie Clément Vernhet de Laumière (1812-1863), general de artilharia, morto de seus ferimentos no México. 
Em 2011, 4 518 075 passageiros entraram nesta estação. Ela viu entrar 4 726 950 passageiros em 2013, o que a coloca na 93ª posição das estações de metro por sua frequência.

## Serviços aos Passageiros

### Acessos
A estação possui três acessos, dois em frente aos números 34 e 43 da avenue de Laumière, e outro que serve apenas a saída do lado ímpar da avenue Jean-Jaurès.

### Plataformas

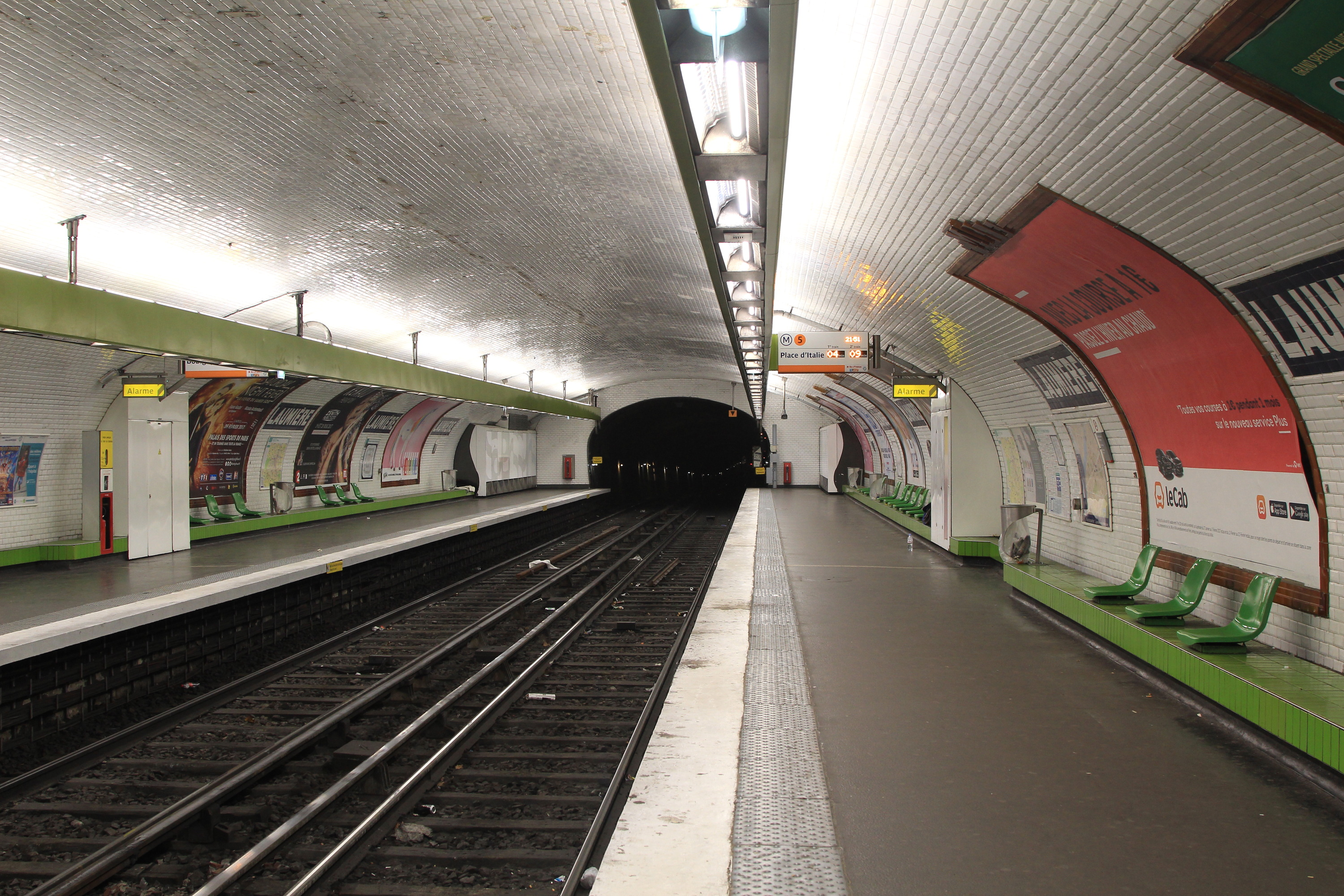
Vista em direção a Place d'Italie.

As plataformas são decoradas no estilo Andreu-Motte: a faixa de iluminação é verde, assim como os bancos presentes ao longo das duas plataformas e o assentos-conchas Andreu. As telhas são biseladas padrão, o nome da estação é em cerâmica e os quadros publicitários especiais de cor marrom.

### Intermodalidade
A estação é servida pela linha 60 da rede de ônibus RATP e, à noite, pelas linhas, N13, N41 e N45 da rede Noctilien.

## Pontos turísticos
- Igreja Ortodoxa Russa Saint-Serge e Instituto de teologia ortodoxa Saint-Serge, no 93, rue de Crimée
- Prefeitura do 19.º arrondissement de Paris, place Armand-Carrel
- Théâtre des Artisans, no 14, rue de Thionville